# Chlorhoda rubricosta
Chlorhoda rubricosta är en fjärilsart som beskrevs av Paul Dognin 1889. Chlorhoda rubricosta ingår i släktet Chlorhoda och familjen björnspinnare. Inga underarter finns listade i Catalogue of Life.